# 白色緞帶
《白色緞带》（德語：Das weiße Band – Eine deutsche Kindergeschichte）是一部2009年奥地利、德国、法国、義大利聯合製作的电影，由迈克尔·哈内克编剧和导演。故事敘述發生在第一次世界大战之前不久德国北部一个村庄的儿童唱诗班。漢内克说，这部电影是关于“每一种类型的恐怖主义的起源，无论是政治性的或宗教性的。”2009年5月在第62屆坎城影展上获得金棕櫚獎。

## 劇情
乡村教师回忆起一战前夕，德国北部某村庄里的一系列离奇往事。医生骑马回家的时候被绳索绊倒受伤，人们马上展开调查的同时，牧师对两名晚归的孩子施以体罚，并为孩子们系上了象征纯洁的白丝带。第二天，一名佃农的妻子因事故身亡，乡村教师在河边发现男孩马丁在高处行走，马丁声称想知道上帝是否要惩罚他。教师与男爵家的保姆伊娃相识，彼此留下了良好印象。不久男爵主持了丰收典礼，身亡农妇的儿子认为男爵对母亲的死有责任遂破坏了男爵的菜园泄愤。所有这些恶性事件的始作俑者迟迟没有调查出来，纵火和针对儿童的毒打仍然发生。第二年费迪南大公遇刺之后，教师似乎发现了一些线索，但却被牧师强硬的制止。